# U-Bahnhof Hauptbahnhof (Nürnberg)
Der U-Bahnhof Hauptbahnhof (Abkürzung: HB) ist der zwölfte U-Bahnhof der Nürnberger U-Bahn und wurde am 28. Januar 1978 für die U1 und am 24. September 1988 für die U2 eröffnet. Seit 2008 wird er auch von der U3 bedient. Er ist 584 m vom U-Bahnhof Lorenzkirche und 694 m vom U-Bahnhof Aufseßplatz sowie 533 m vom U-Bahnhof Opernhaus und 767 m vom U-Bahnhof Wöhrder Wiese entfernt. Bis zum 29. September 1990 war er Endbahnhof für die Linie U2. Täglich wird er von rund 137.000 Fahrgästen genutzt (Mo–Fr, 2019).

## Lage und Infrastruktur

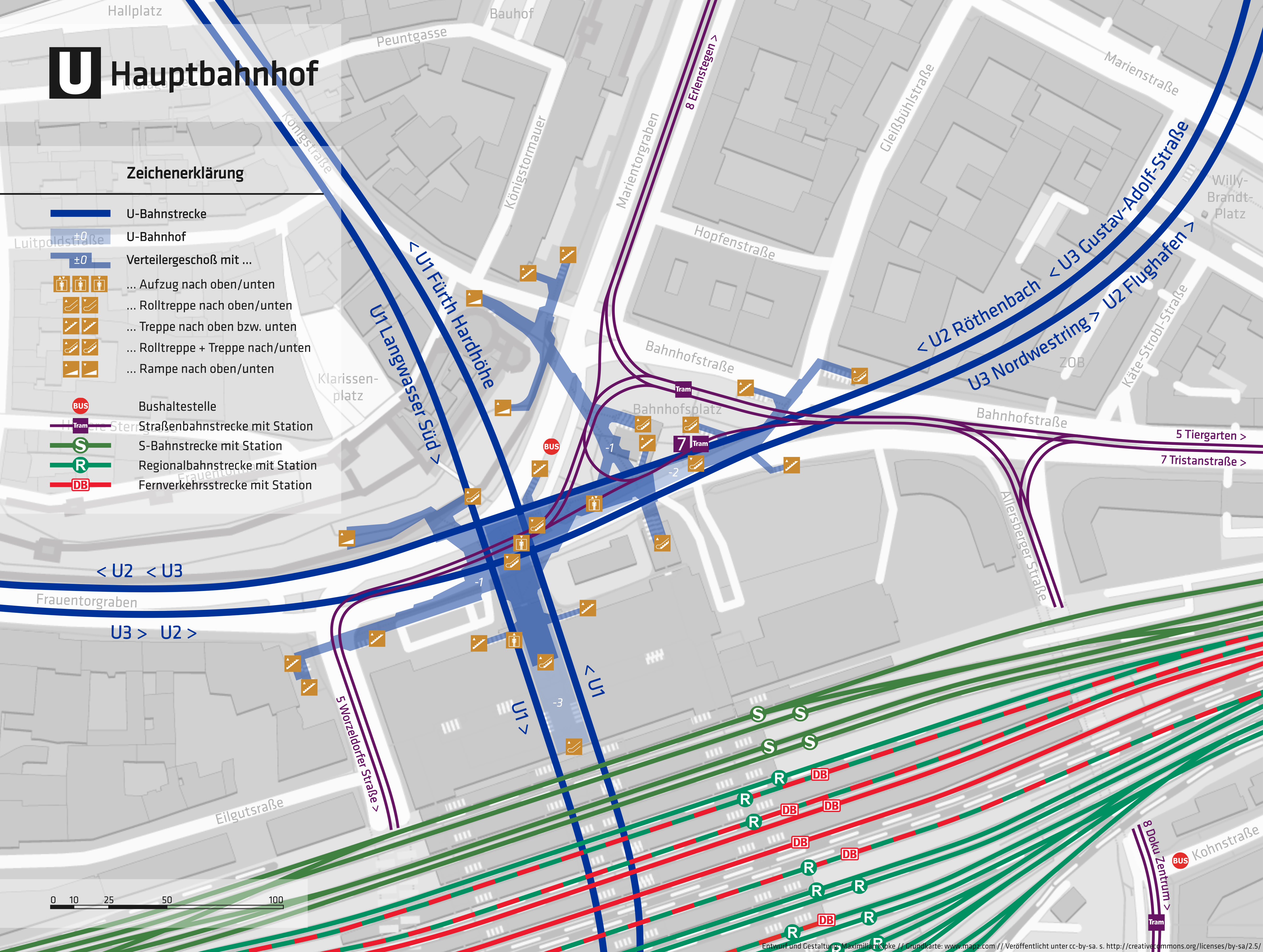
Übersichtsplan U-Bhf. Hauptbahnhof (Nürnberg)

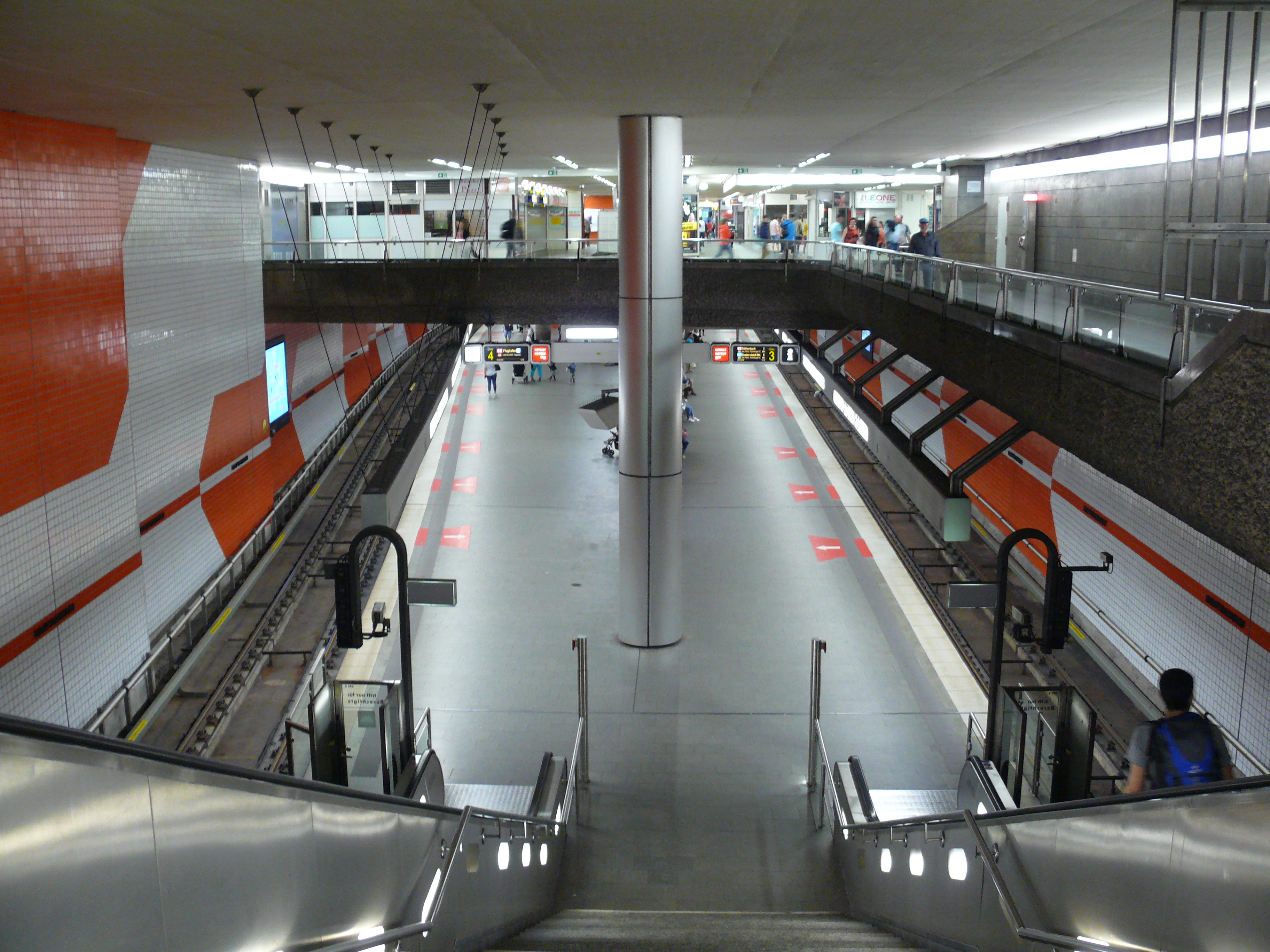
Blick vom Verteilergeschoss auf die Bahnsteigebene -2

Der U1-Bahnhof erstreckt sich unterirdisch in Süd-Nord-Richtung von der Mittelhalle des Bahnhofsgebäudes bis zum Frauentorgraben. Am Nordende wird er vom U2-Bahnhof rechtwinklig gekreuzt, der in West-Ost-Richtung vom Bahnhofsplatz bis zur Kreuzung Bahnhof-/ Gleisbühlstraße verläuft. Er ist ein so genannter Kreuzungsbahnhof und verfügt über insgesamt fünf Ebenen.
Der Gleisbereich des Nürnberger Hauptbahnhofs bildet die Ebene +1, der Bahnhofsvorplatz und die Verkehrsinsel vor dem Bahnhofsgebäude die Ebene 0. Die Ebene −1 teilt sich in die Königstorpassage mit Läden und ein durchgehendes Verteilergeschoss mit Ausgängen zum Stadtgraben, zur Straßenbahninsel, zur Kreuzung Königstraße/ Königstorgraben, Bahnhof-/ Gleisbühlstraße, zur Celtis-Unterführung, zur Mittelhalle des Bahnhofs und den Zugängen zur U-Bahn auf. Daneben befinden sich noch Betriebsräume, ein Unterwerk und das Kundencenter der Verkehrs-Aktiengesellschaft Nürnberg in dieser Ebene. In der Ebene −2 (U2-Ebene) sind die Bahnsteige für die Linien U2/U3 und in Ebene −3 (U1-Ebene) die für die Linie U1 untergebracht. Insgesamt verfügt der Bahnhof über drei Aufzüge: ein Aufzug verbindet Oberfläche, Verteilergeschoss und U2-Ebene, ein weiterer das Verteilergeschoss mit der U2- und U1-Ebene und der dritte die Mittelhalle mit dem Verteilergeschoss.
In der U2-Ebene schließt sich an den Bahnhof Richtung Röthenbach eine Abstell- und Kehranlage an.

## Bauwerk und Architektur

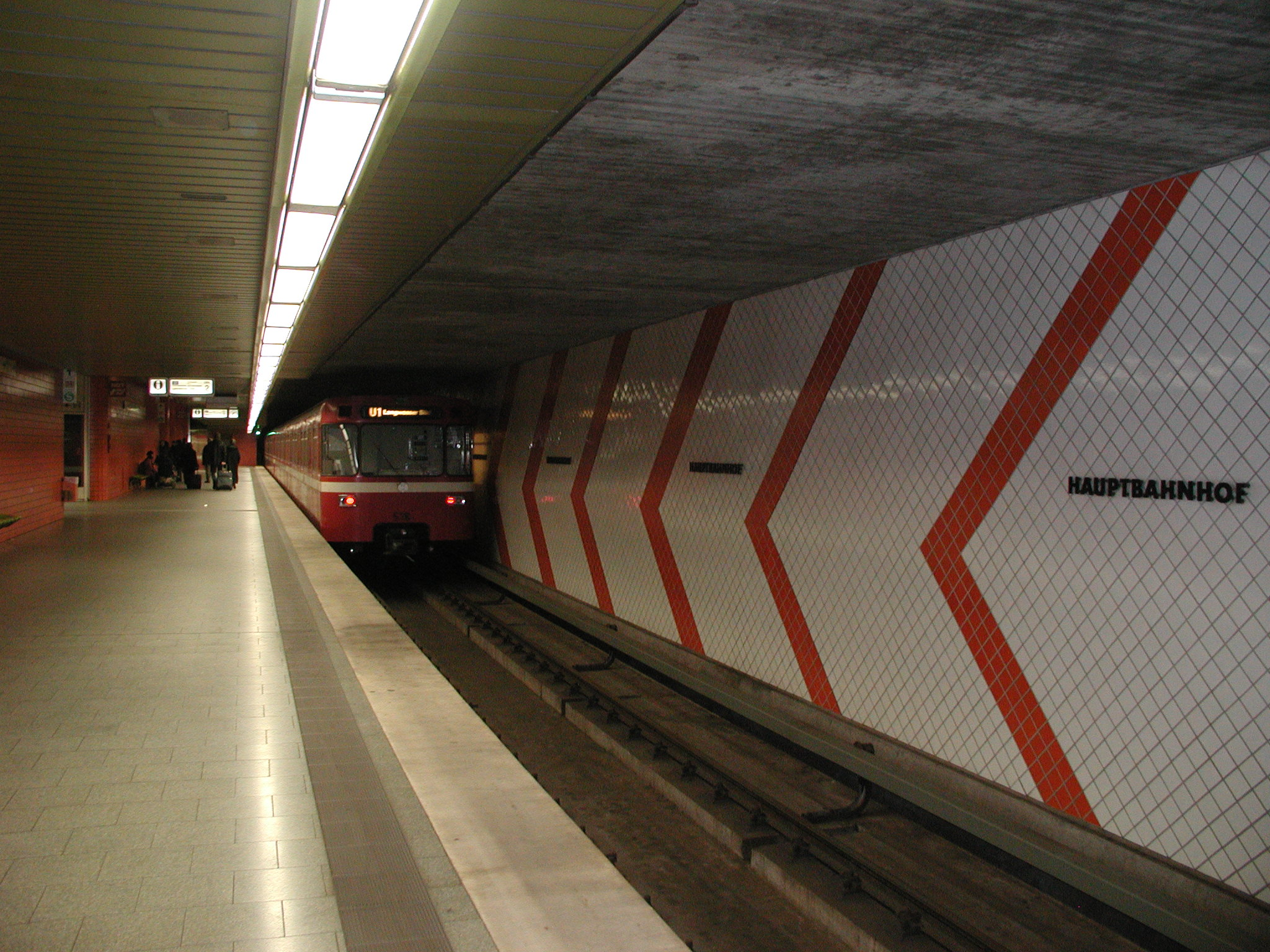
Bahnsteigebene −3 (U1)

Das Bahnhofsbauwerk besteht aus dem Verteilergeschoss sowie den Bahnsteigebenen der U1 und der U2 und ist insgesamt 18 m tief. Die U1-Ebene ist 145 m lang und 27 m breit, die U2-Ebene 167 m lang und maximal 25 m breit.
In der ersten Bauphase, die am 25. März 1974 begann, wurden die U1-Ebene und der 62 m lange Teil der kreuzenden U2-Ebene erstellt. Der nördliche Bahnhofsteil unter dem Bahnhofsplatz wurde in offener Bauweise mit Berliner Verbau, der südliche Bahnhofsteil unter der Mittelhalle des Hauptbahnhofs in offener Bauweise mit Schlitzwänden erstellt. Die Mittelhalle über der Baugrube wurde während der Bauarbeiten abgerissen und die 2600 t schwere Fassade auf Stelzen gestellt. Die zweite Bauphase begann am 14. Juli 1986 und beinhaltete den Bau der U2-Ebene. Dieses 105 m lange Bahnhofsbauwerk wurde in offener Bauweise mit Berliner Verbau erstellt. Im Bereich des Post-Gebäudes musste eine aufgelöste Bohrpfahlwand errichtet und die Deckelbauweise angewendet werden, da das Gebäude 5 m an den U-Bahn-Tunnel heranreicht.
Die Kennfarbe des Bahnhofs ist wie bei allen Umsteigebahnhöfen im Netz Orange in Verbindung mit Weiß. Um die Fahrzeugdynamik deutlich zu machen, weisen die Bahnsteigwände in beiden U-Bahn-Ebenen ein Pfeilmuster auf. In der U1-Ebene nimmt die Weiß-Pfeildicke in Fahrtrichtung ab und die Orange-Pfeildicke zu, in der U2-Ebene zeigen die Pfeile nur die Fahrtrichtung am Bahnsteig an. Im Verteilergeschoss befindet sich ein vom Künstler Alfred Kuch nach Vorlage des Grafikers Heinz Schillinger gefertigtes 14 m² großes Relief der Nürnberger Altstadt.

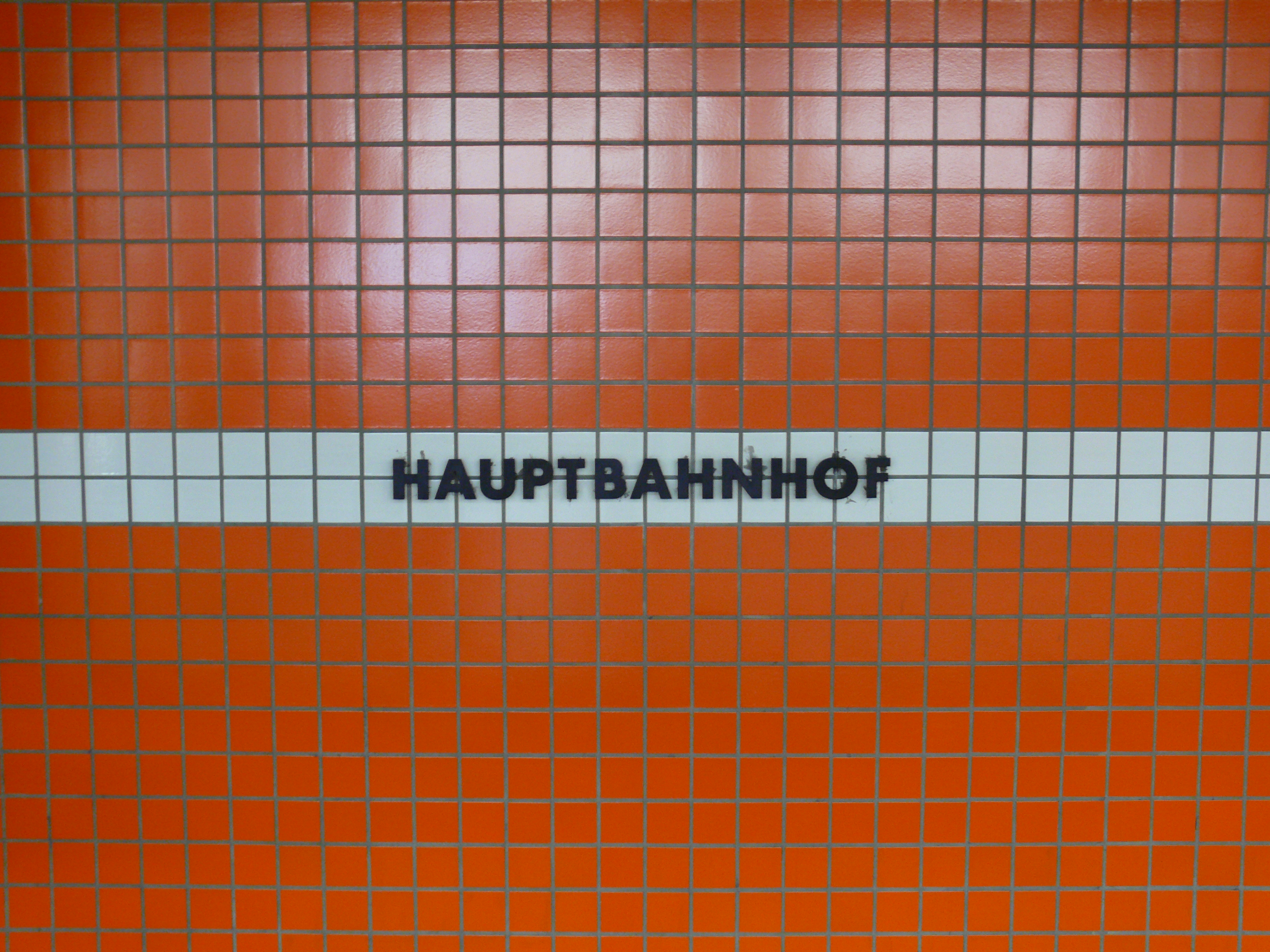
Stationsname an den Bahnsteigwänden
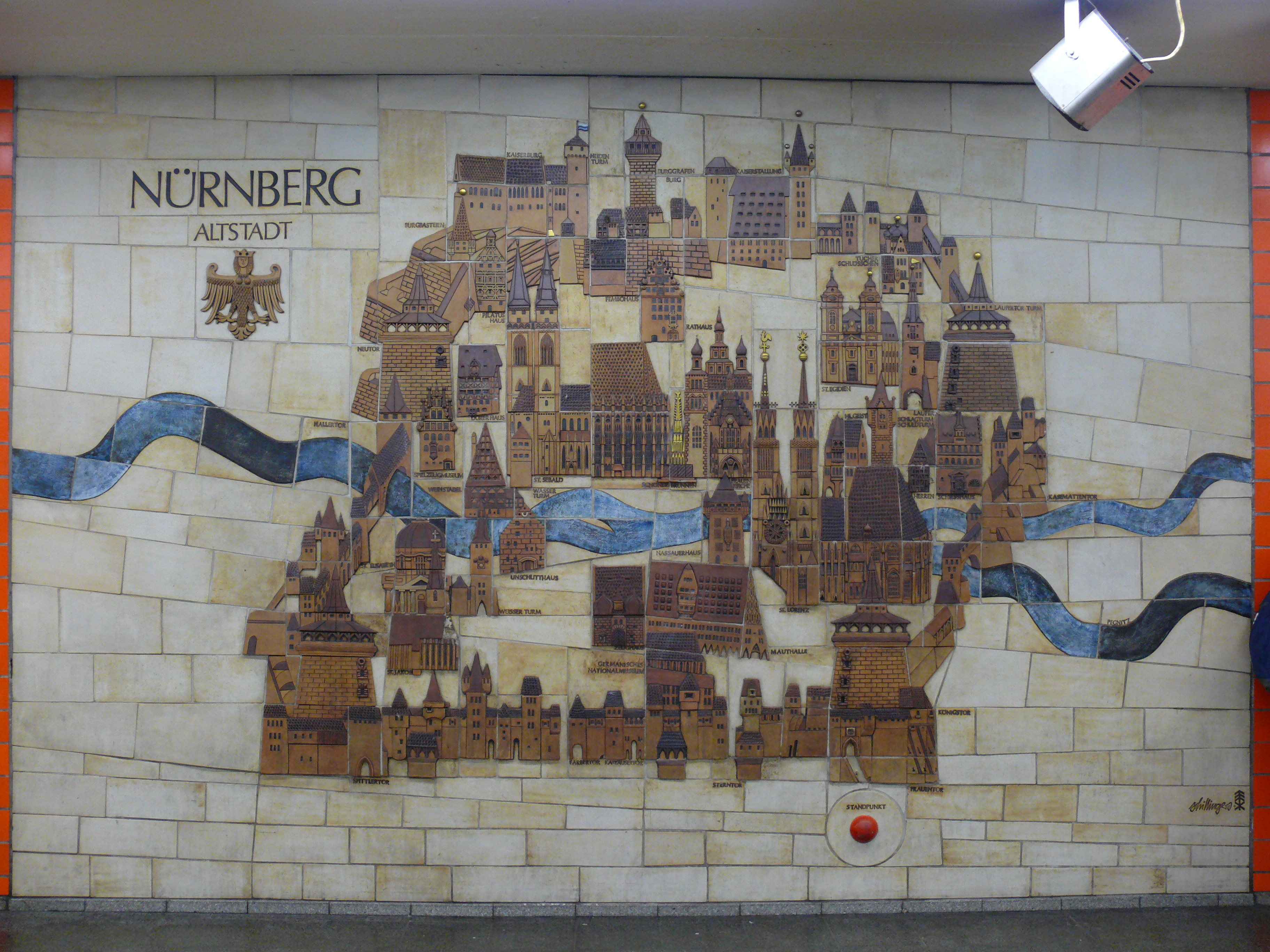
Relief der Nürnberger Altstadt im Verteilergeschoss
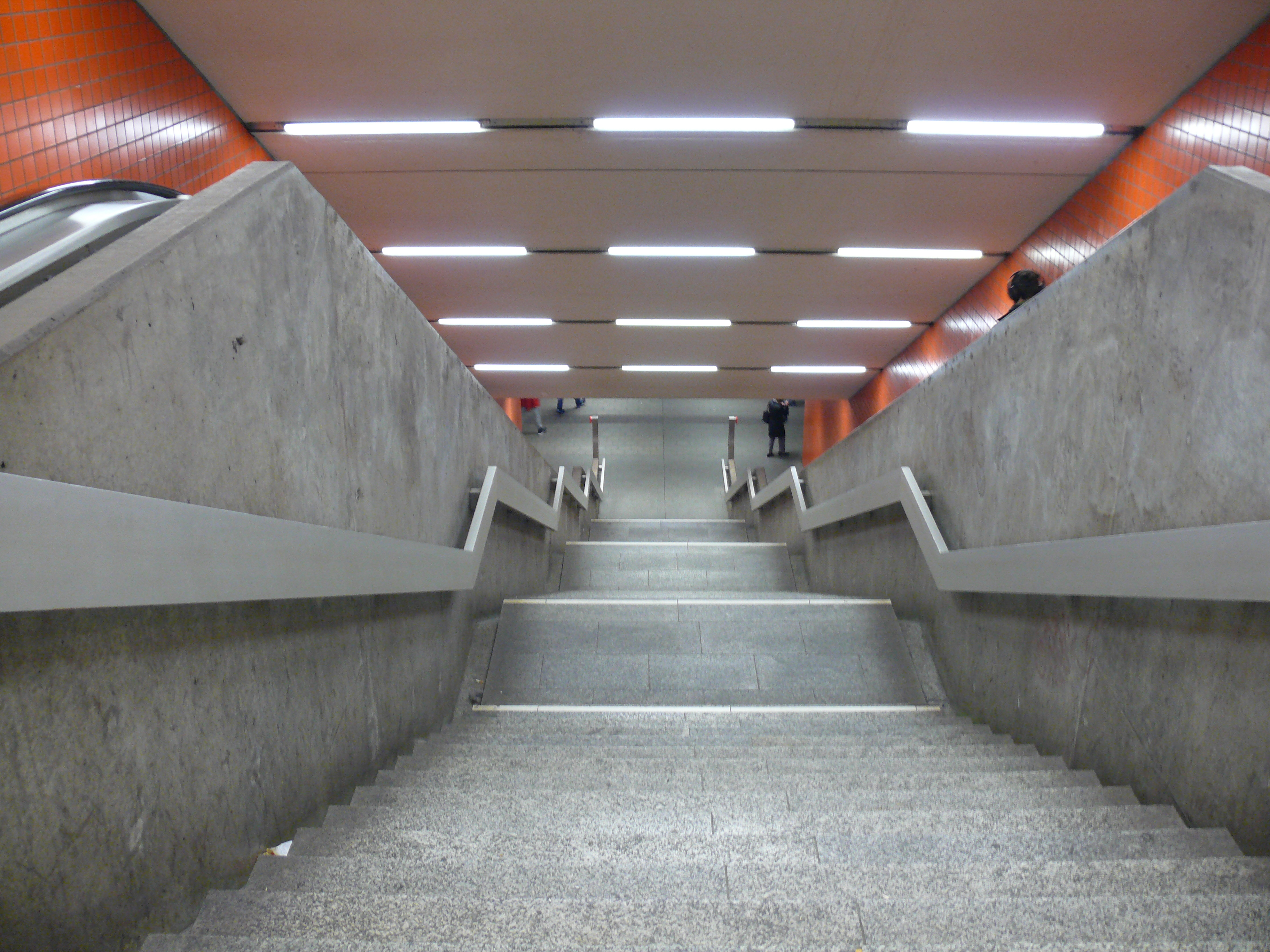
Abgang von der Verteilerebene -1 zur Bahnsteigebene -3 (U1)
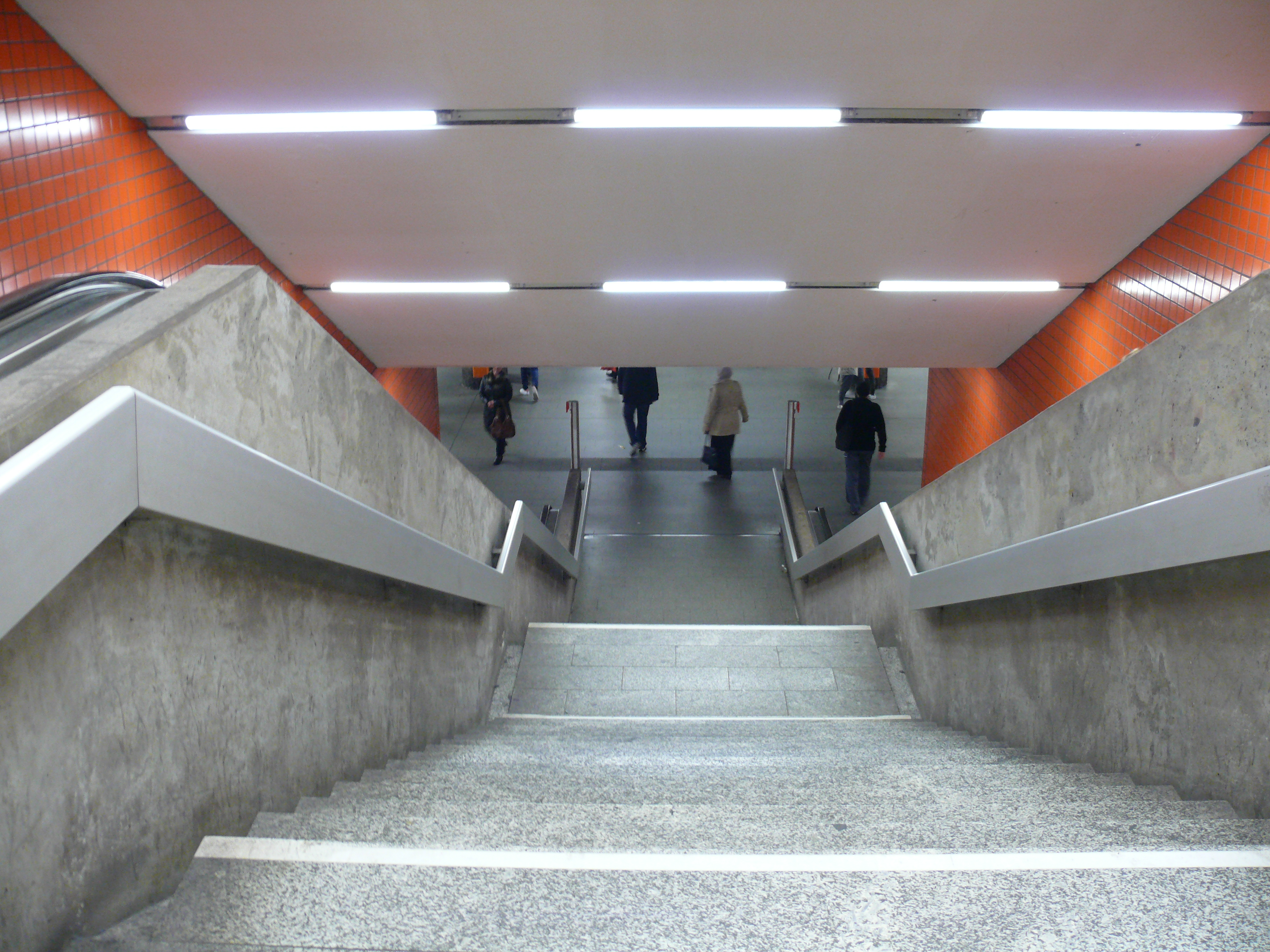
Abgang von der Verteilerebene -1 zur Bahnsteigebene -2 (U2/U3)
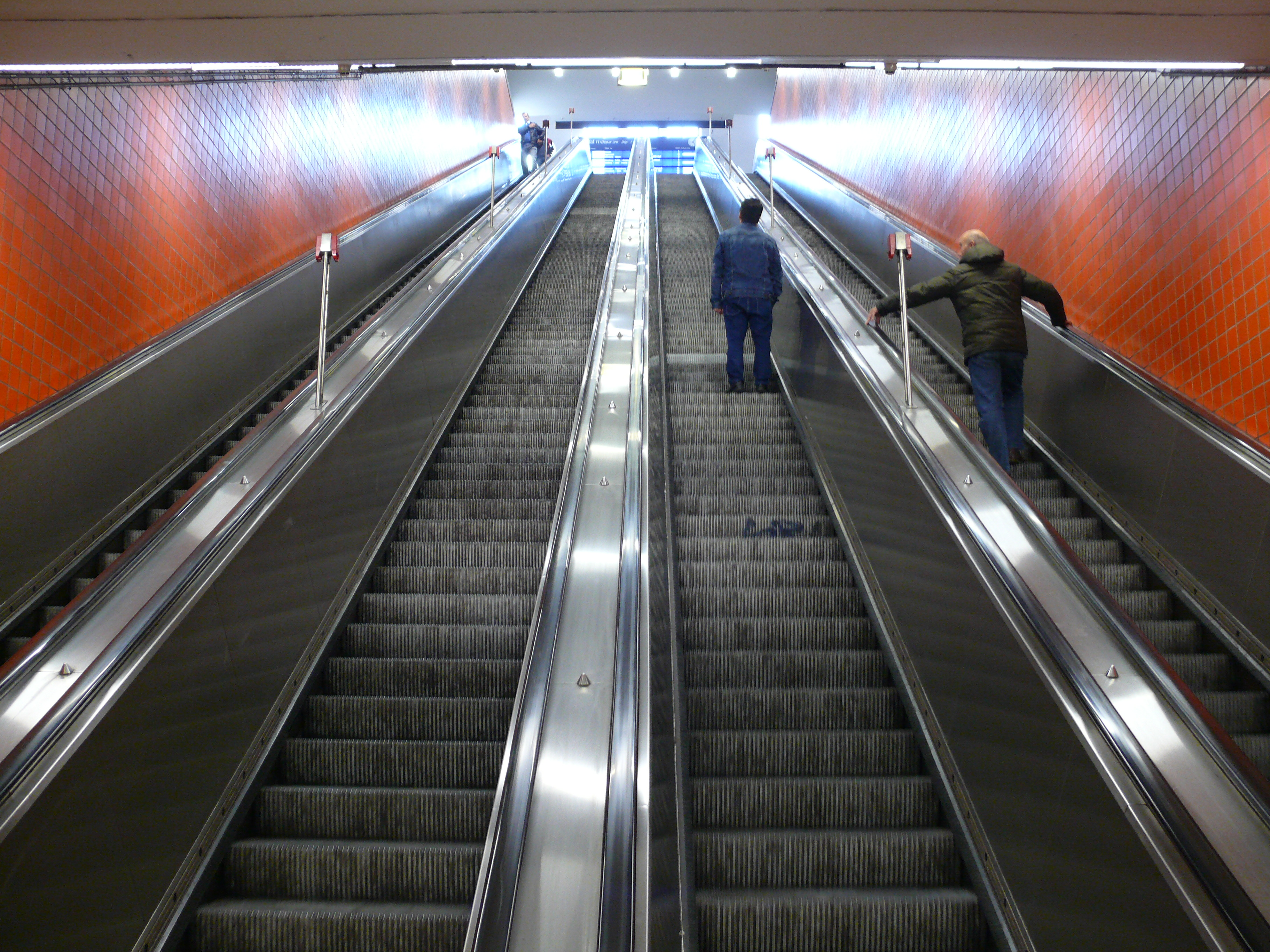
Fahrtreppen von der Bahnsteigebene -3 direkt ins Empfangsgebäude auf der Ebene 0

## Linien
| Linie | Verlauf | Takt |
| ----- | --- | --- |
| U1    | Langwasser Süd – Gemeinschaftshaus – Langwasser Mitte – Scharfreiterring – Langwasser Nord – Messe – Bauernfeindstraße – Hasenbuck – Frankenstraße – Maffeiplatz – Aufseßplatz – Hauptbahnhof – Lorenzkirche – Weißer Turm – Plärrer – Gostenhof – Bärenschanze – Maximilianstraße – Eberhardshof – Muggenhof – Stadtgrenze – Jakobinenstraße – Fürth Hauptbahnhof – Rathaus – Stadthalle – Klinikum – Hardhöhe Stand: Fahrplanwechsel Dezember 2023 | 5–7 min (montags–freitags) 3–4 min (Langwasser–Eberhardshof an Schultagen) 6–7 min (samstags) 10 min (sonn-/feiertags) |
| U2    | Röthenbach – Hohe Marter – Schweinau – St. Leonhard – Rothenburger Straße – Plärrer – Opernhaus – Hauptbahnhof – Wöhrder Wiese – Rathenauplatz – Rennweg – Schoppershof – Nordostbahnhof – Herrnhütte – Ziegelstein – Flughafen Stand: Fahrplanwechsel Dezember 2023 | 5 min 3–4 min (zur HVZ) 10 min (Ziegelstein–Flughafen)                                                                 |
| U3    | Großreuth bei Schweinau – Gustav-Adolf-Straße – Sündersbühl – Rothenburger Straße – Plärrer – Opernhaus – Hauptbahnhof – Wöhrder Wiese – Rathenauplatz – Maxfeld – Kaulbachplatz – Friedrich-Ebert-Platz – Klinikum Nord – Nordwestring Stand: Fahrplanwechsel Dezember 2023 | 5 min 3–4 min (zur HVZ) 10 min (sonn-/feiertags)                                                                       |

Am Hauptbahnhof treffen sich die U-Bahn-Linien U1, U2 und U3. In der −2-Ebene befinden sich die Bahnsteige der U2 Richtung Flughafen bzw. Röthenbach und der U3 Richtung Nordwestring bzw. Großreuth bei Schweinau, in der −3-Ebene befinden sich die Bahnsteige der U1 Richtung Langwasser bzw. Innenstadt/Fürth.
Umsteigemöglichkeiten
| Linie               | Strecke | Takt                                       |
| ------------------- | --- | ------------------------------------------ |
| Straßenbahnlinie 5  | Tiergarten – Siedlerstraße – Balthasar-Neumann-Straße – Mögeldorf – Lechnerstraße – Business Tower – Marthastraße – Norikerstraße – Dürrenhof – Marientunnel – Hauptbahnhof – Celtisplatz – Aufseßplatz – Christuskirche – Humboldtstraße – Schuckertstraße – Siemensstraße – Lothringer Straße – Frankenstraße – Trafowerk – Am Rangierbahnhof – Finkenbrunn – Südfriedhof – Saarbrückener Straße – Worzeldorfer Straße Stand: Fahrplanwechsel Dezember 2023 | 10 min (werktags) 20 min (sonn-/feiertags) |
| Straßenbahnlinie 7  | Hauptbahnhof – Marientunnel – Scheurlstraße – Schweiggerstraße – Wodanstraße – Tristanstraße Stand: Fahrplanwechsel Dezember 2023 | 20 min (werktags) 30 min (sonn-/feiertags) |
| Straßenbahnlinie 8  | Doku-Zentrum – Luitpoldhain – Meistersingerhalle – Platz der Opfer des Faschismus – Holzgartenstraße – Wodanstraße – Schweiggerstraße – Scheurlstraße – Marientunnel – Hauptbahnhof – Marientor – Wöhrder Wiese – Rathenauplatz – Stresemannplatz – Deichslerstraße – Tauroggenstraße – Tafelhalle – Ostbahnhof – Thumenberger Weg – Platnersberg – Erlenstegen Stand: Fahrplanwechsel Dezember 2023                                                          | 10 min (werktags) 20 min (sonn-/feiertags) |
| Straßenbahnlinie 11 | Tiergarten – Siedlerstraße – Balthasar-Neumann-Straße – Mögeldorf – Lechnerstraße – Business Tower – Marthastraße – Norikerstraße – Dürrenhof – Marientunnel – Hauptbahnhof – Celtisplatz – Aufseßplatz – Christuskirche – Heynestraße – Brehmstraße – Alemannenstraße – Dianaplatz – Gibitzenhof Stand: Fahrplanwechsel Dezember 2023 | 10 min (werktags) 20 min (sonn-/feiertags) |

An der Oberfläche befinden sich auf dem Bahnhofsplatz Haltestellenanlagen für die Straßenbahnlinien 5, 7, 8 und 11 sowie die Stadtbuslinien 43 und 44. Am Zentralen Omnibusbahnhof, ca. 200 m östlich des Bahnhofsplatzes, haben die OVF-Buslinie 340 sowie diverse Fernbuslinien ins europäische Ausland ihren Ausgangspunkt. Am Wochenende und vor Feiertagen verkehren auch nachts die Nachtbuslinien N1 bis N15.
Im Bahnhof selbst besteht Umsteigemöglichkeit zum Fern- und Nahverkehr der Deutschen Bahn sowie zu den S- und Regionalbahn-Linien des Verkehrsverbund Großraum Nürnberg.